# Skifliegen

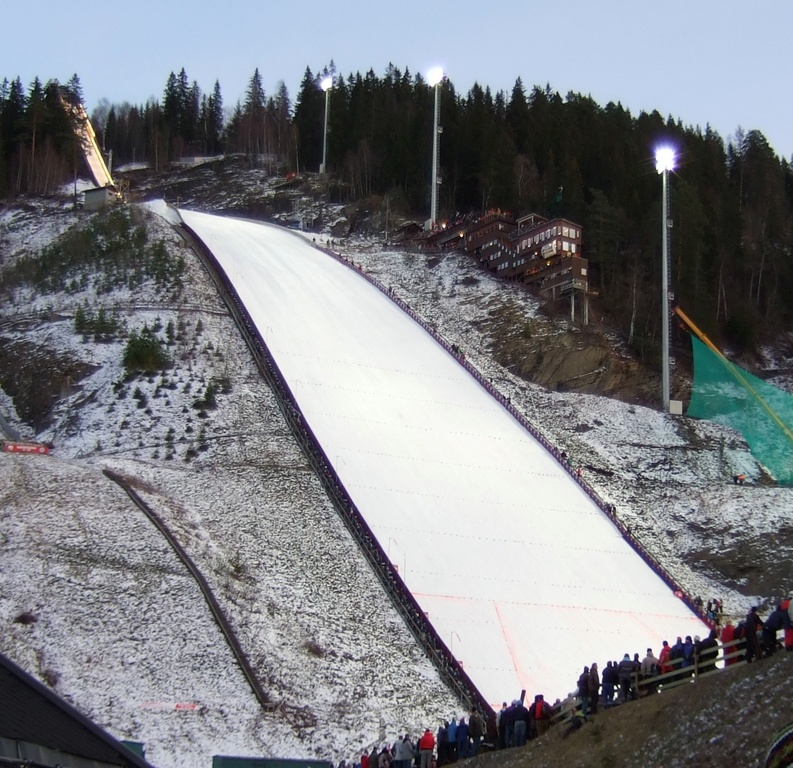
Der Vikersundbakken in Norwegen ist mit einer Hillsize von 240 Metern die derzeit größte Skiflugschanze der Welt.

Das Skifliegen ist eine Variante des Skispringens, bei dem die Sprünge auf besonders großen, als Skiflugschanzen bezeichneten Schanzen absolviert werden.
Die Geschichte des Skifliegens begann 1934 mit der Inbetriebnahme der Bloudkova Sprungschanze in Planica die als erste Schanze der Welt Sprünge über 100 Meter erlaubte. Der Internationale Skiverband (FIS) stufte die Schanze aufgrund ihrer Größe als zu gefährlich ein und verhängte 1936 eine Sperre über die Anlage. Noch im gleichen Jahr beantragte der Jugoslawische Skiverband die Einführung des Skifliegens als neue eigenständige Sportart, wobei diese Eigenständigkeit mit dem hohen Stellenwert der Aerodynamik in der Flugphase begründet wurde. Im Jahr 1950 wurden in Oberstdorf und in Tauplitz zwei weitere Skiflugschanzen in Betrieb genommen. 1951 wurde das bis dahin nur geduldete Skifliegen von der FIS anerkannt. 1972 trug die FIS zum ersten Mal Skiflug-Weltmeisterschaften aus; ein Jahrzehnt später folgte die Eingliederung des Skifliegens in den Skisprung-Weltcup. Die Grenze zwischen Skispringen und Skifliegen wurde im Lauf der Jahre immer weiter nach oben verschoben.
Aktuell (2024) gelten Schanzen ab einer Hillsize von 185 Metern und einem Konstruktionspunkt von mindestens 145 m als Flugschanzen. Es gibt vier nutzbare Skiflugschanzen, die sich allesamt in Europa befinden. Die Weltspitze im Skifliegen stimmt weitgehend mit der im Skispringen überein. Auch das Reglement ist in beiden Disziplinen nahezu identisch und weist nur bezüglich der Weitenwertung Unterschiede auf. Beim Skifliegen spielt die Aerodynamik eine größere Rolle als beim Skispringen, dennoch wenden die Sportler in beiden Disziplinen dieselbe Technik an.

## Geschichte

### Beginnende Weitenjagd und erste 100-Meter-Sprünge in Planica (1930er-Jahre)

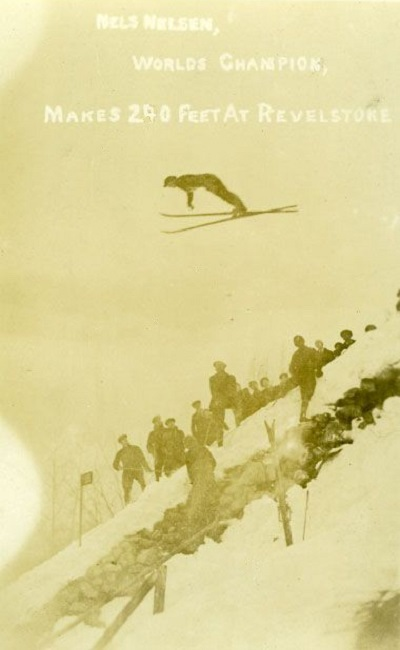
Der Kanadier Nels Nelsen sprang 1925 auf dem Big Hill bei Revelstoke den neuen Weltrekord von 73,1 Metern. Die anhaltende Verbesserung der Weltrekorde führte ein Jahrzehnt später zu den ersten Skiflügen.

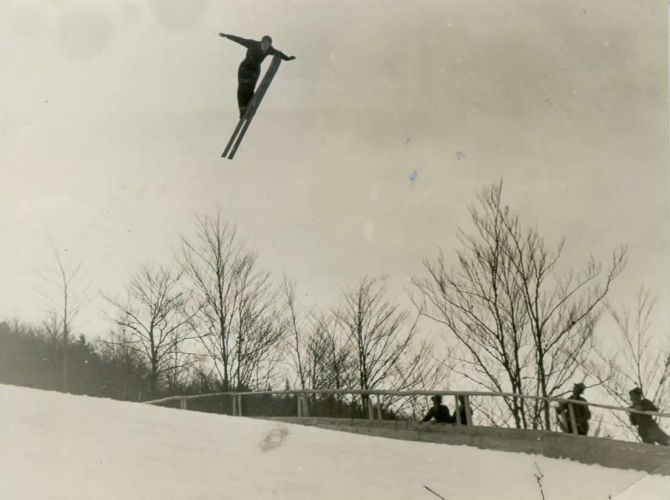
Der jugoslawische Skispringer Franc Pribošek bei einem Sprung auf der Bloudkova Velikanka im Jahr 1936

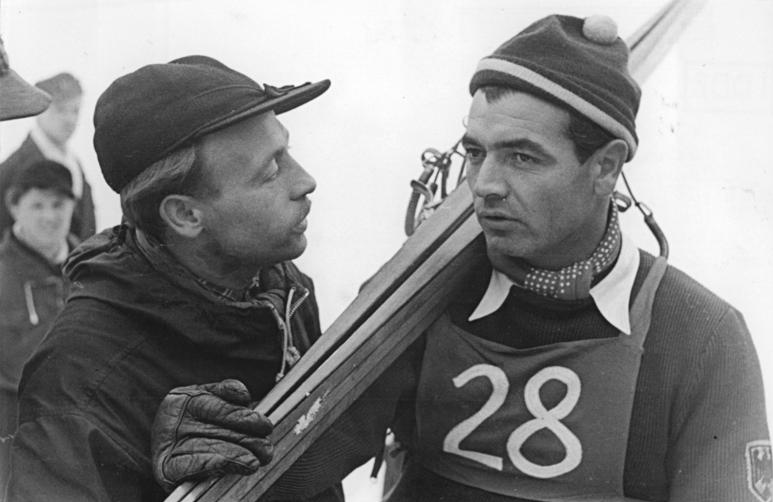
Sepp Weiler (rechts) hielt für einen Tag den Weltrekord mit 127 Metern

Bereits im beginnenden 20. Jahrhundert stellten insbesondere die norwegischen Athleten, die in dieser Zeit das Skispringen dominierten, häufig neue Weltrekorde auf. Viele dieser Rekorde wurden in den Vereinigten Staaten erreicht, wo das Publikum in hohem Maße von besonders weiten Sprüngen angezogen wurde. Daher luden die Veranstalter oft führende norwegische Skispringer zu den Wettkämpfen ein. Diese verbesserten häufig die bestehenden Schanzenrekorde oder übertrafen sogar den Weltrekord, so zum Beispiel Ragnar Omtvedt, der 1913 in Ironwood als erster Athlet weiter als 50 Meter sprang. In Norwegen selbst wurde diese Rekordjagd kritisch gesehen, da die großen Weiten nicht auf die Fähigkeiten der Athleten, sondern auf die Größe der Anlagen zurückzuführen waren.
Seit Beginn der 1930er-Jahre zählten die Brüder Sigmund und Birger Ruud zu den erfolgreichsten Skispringern der Welt: Sigmund, der 1929 den Weltmeistertitel errungen hatte, zeigte 1931 in Davos den ersten Sprung über 80 Meter und setzte zwei Jahre später in Villars-sur-Ollon den neuen Weltrekord auf 86 Meter.
Im Jahr 1931 begann der slowenische Ingenieur Stanko Bloudek mit den Planungen einer Schanze, die deutlich weitere Sprünge zulassen sollte. Die nach ihm benannte Bloudkova Velikanka in Planica wurde drei Jahre später fertiggestellt und wies einen Konstruktionspunkt von 108 Metern auf.
Schon während des Trainings zum Eröffnungswettkampf sprangen einige Norweger weiter als 80 Meter. Im Wettkampf stellte dann zunächst Sigmund Ruud mit 87,5 Metern einen neuen Weltrekord auf, ehe sein Bruder Birger nach dem eigentlichen Springen die Schanze noch einmal „in voller Fahrt“ – ohne verkürzten Anlauf – befuhr und einen Versuch auf 92 Meter stand.
Die Organisatoren des Wettkampfes in Planica sahen die Begeisterung der Zuschauer und das große Medienecho als Chance, die Bekanntheit des Ortes zu steigern und bauten die Schanze in den kommenden Jahren immer weiter aus, um schließlich die ersten Sprünge über 100 Meter zu ermöglichen. Der Absprung wurde bis 1936 um insgesamt 50 Meter nach oben verlegt, sodass der neue Konstruktionspunkt bei 120 Metern lag.
Um dieser Entwicklung zu immer weiteren und damit auch gefährlicheren Sprüngen entgegenzuwirken, legte der Internationale Skiverband (FIS) im Februar 1936 fest, nur noch Schanzen zu genehmigen, die einen Konstruktionspunkt von höchstens 80 Metern aufwiesen.
Bei einem Sprung, der diesen Konstruktionspunkt um mehr als acht Prozent übertraf, musste eine Anlaufverkürzung vorgenommen werden.
Größere Schanzen durften außerdem nicht mehr benutzt werden. Athleten, die dies trotz des FIS-Verbotes taten, sollten eine Sperre erhalten. Dennoch fand im März 1936 ein Wettkampf in Planica statt, für den die favorisierten Norweger kurzfristig von ihrem Verband nicht zugelassen wurden. Stattdessen gewann der 17-jährige Österreicher Sepp Bradl den Wettbewerb und stellte mit 101 Metern einen neuen Weltrekord auf. Sigmund Ruud, der zu den Norwegern zählte, die 1936 nicht am Wettkampf in Planica teilnehmen durften, bezeichnete die Bloudkova Velikanka in seiner Autobiografie von 1938 als „de[n] größte[n] Abgrund, in den je ein Mensch sich vorsätzlich gestürzt hat“. Kurz nach Bradls Weltrekordsprung sperrte die FIS die Planica-Schanze, sodass vorerst kein Wettkampf mehr auf ihr möglich war.
Schon mehrere Jahre vor dem Bau der Bloudkova Velikanka hatte der Schweizer Ingenieur Reinhard Straumann im Jahr 1927 die aerodynamischen Berechnungen angestellt, die später die Grundlage des Skifliegens bildeten. Die unter anderem im Windkanal gewonnenen Erkenntnisse wurden zunächst nicht umgesetzt und erlangten erst 1936 Bedeutung, als ein Mitglied des jugoslawischen Skiverbandes vorschlug, Skifliegen als eigenständige Disziplin vom Skispringen zu trennen. Diesen Vorschlag berücksichtigte die FIS nicht. Dafür beauftragte sie Straumann, der zu diesem Zeitpunkt Mitglied im Sprungkomitee des Verbands war, Kontakt mit Stanko Bloudek aufzunehmen. Die FIS begründete diesen Schritt damit, man wolle mit den Skiflugversuchen „experimentieren“ und damit Straumanns Forschungen bezüglich der Aerodynamik fördern. Deswegen hob der Internationale Skiverband die Sperre für die Planica-Schanze auf, sodass Sepp Bradl dort 1938 seinen eigenen Weltrekord auf 107 Meter verbessern konnte. Für alle weiteren Anlagen blieb die Limitierung auf einen Konstruktionspunkt von maximal 80 Metern bestehen. Auch zu Beginn des Zweiten Weltkriegs wurden weiterhin Wettkämpfe auf der Bloudkova Velikanka durchgeführt: 1941 steigerte der Deutsche Rudi Gering den Weltrekord auf 118 Meter.

### Weltrekorde in Oberstdorf: Skifliegen in der Diskussion (Beginn der 1950er Jahre)
In den ersten Jahren nach dem Zweiten Weltkrieg waren die deutschen Athleten von internationalen Skisprung-Konkurrenzen ausgeschlossen, auch von den Wettkämpfen in Planica. 1948 sprang dort der Schweizer Fritz Tschannen auf 120 Meter und übernahm so den Weltrekord, den zuvor Rudi Gehring gehalten hatte. Dessen Schwager Sepp Weiler war kurz darauf am Bau der zweiten Skiflugschanze der Welt beteiligt, der Oberstdorfer Skiflugschanze, die später den Namen ihres Hauptarchitekten Heini Klopfer erhielt. Vor dem Eröffnungswettkampf erklärte Klopfer, der Bau der deutschen Skiflugschanze lasse sich nicht auf die „Absicht, Sensationen nachzujagen“ zurückführen, sondern sei „der logische Schluß aus der […] politischen und skisprung-sportlichen Situation“.
Die Oberstdorfer Anlage, die im Februar 1950 fertiggestellt wurde, wies einen Konstruktionspunkt von 120 Metern auf und war damit für die FIS zunächst eine illegale Schanze.
Der 1936 gefasste Beschluss, Schanzen mit einem K-Punkt von über 80 Metern zu verbieten, wurde erst 1951 aufgehoben und durch einen neuen ersetzt, der nun Flugschanzen mit einem maximalen Kritischen Punkt von 120 Metern erlaubte. Der erste Wettkampf auf der neuen Schanze war die Oberstdorfer Skiflugwoche, eine fünftägige Veranstaltung, bei der der Gesamtsieger durch die Addition der fünf größten Weiten ermittelt wurde. Bereits am ersten Tag der Skiflugwoche stellte der Österreicher Willi Gantschnigg trotz schlechter äußerer Bedingungen einen Weltrekord auf, den zwei Tage darauf Sepp Weiler und wiederum einen Tag später der Schwede Dan Netzell mit einem Sprung auf 135 Meter übertrafen. Damit verbesserten die Athleten den alten Weltrekord aus Planica während der I. Oberstdorfer Skiflugwoche insgesamt um 15 Meter. Ein Jahr darauf, am 2. März 1951, landete der 19-jährige Finne Tauno Luiro bei 139 Metern und stellte damit einen Rekord auf, der ein Jahrzehnt überdauerte.
Die immer größeren Weiten popularisierten das Skifliegen deutlich. Zur ersten Skiflugwoche in Oberstdorf kamen etwa 170.000 Zuschauer; auch in den Folgejahren besuchten ungefähr 100.000 Menschen die Springen. Dieser Zuschauerandrang war auch Grundlage für Kritik, insbesondere durch die beiden Ruud-Brüder, die 20 Jahre zuvor selbst Weltrekordhalter gewesen waren. Sigmund Ruud erklärte im Rahmen der Skiflugwoche 1951, ihm stehe „beim Skifliegen immer noch die Sensation etwas zu sehr im Vordergrund“, während sein Bruder Birger sich als „erbitterter Feind dieses Skifliegens“ bezeichnete. Das Skispringen werde hier allein zum Geschäft. Ein weiterer Diskussionspunkt zu Beginn der 1950er Jahre war die Frage, ob sich das Skifliegen überhaupt vom Skispringen unterscheide. Dies verneinte unter anderem Sepp Bradl, der in den 1950er Jahren noch aktiv war und daher die Skiflugschanzen in Planica und Oberstdorf selbst besprungen hatte. Er schrieb in einer 1952 erschienenen Auflage seiner Biographie:

„Der Skisprung über 100 oder gar 120 Meter ist in seinem technisch-physikalischen Ablauf ein Skisprung wie jeder andere auch […]. Aber das Zusammentreffen aller glücklichen Umstände und der natürlichen wie menschlichen Hilfen und Kräfte, die zu einem solchen vollkommenen Weitsprung und Riesenflug nötig sind, sind seltener als auf normalen Schanzen und daher die Gefahren wesentlich größer. Aus diesem Grunde möchte ich das Weitenspringen ganz großen Stiles wettkampfmäßig als ungeeignet betrachten, es bleibt also immer noch beim Flug- oder Sprungversuch. […] Trotzdem kann das Skifliegen verantwortet und zu einer der herrlichsten Sportarten werden.“

Im Gegensatz zu Bradl und weiteren Aktiven sah Reinhard Straumann den Unterschied in der nur beim Skifliegen eine Rolle spielenden Aerodynamik. Der Springer könne nach Straumanns Ansicht einen Skiflug im Gegensatz zum Skisprung komplett beherrschen. Er stellte sich für die Zukunft „Zielkonkurrenzen“ vor, bei denen die Athleten einen vorher festgelegten Punkt genau anspringen mussten. Auch sah er die Möglichkeit für einen Flugslalom, bei dem die Sportler in der Luft Schlangenlinien fliegen sollten.

### Neue Skiflugschanzen in Tauplitz und Vikersund und Gründung der KOP (1950er bis 1960er Jahre)

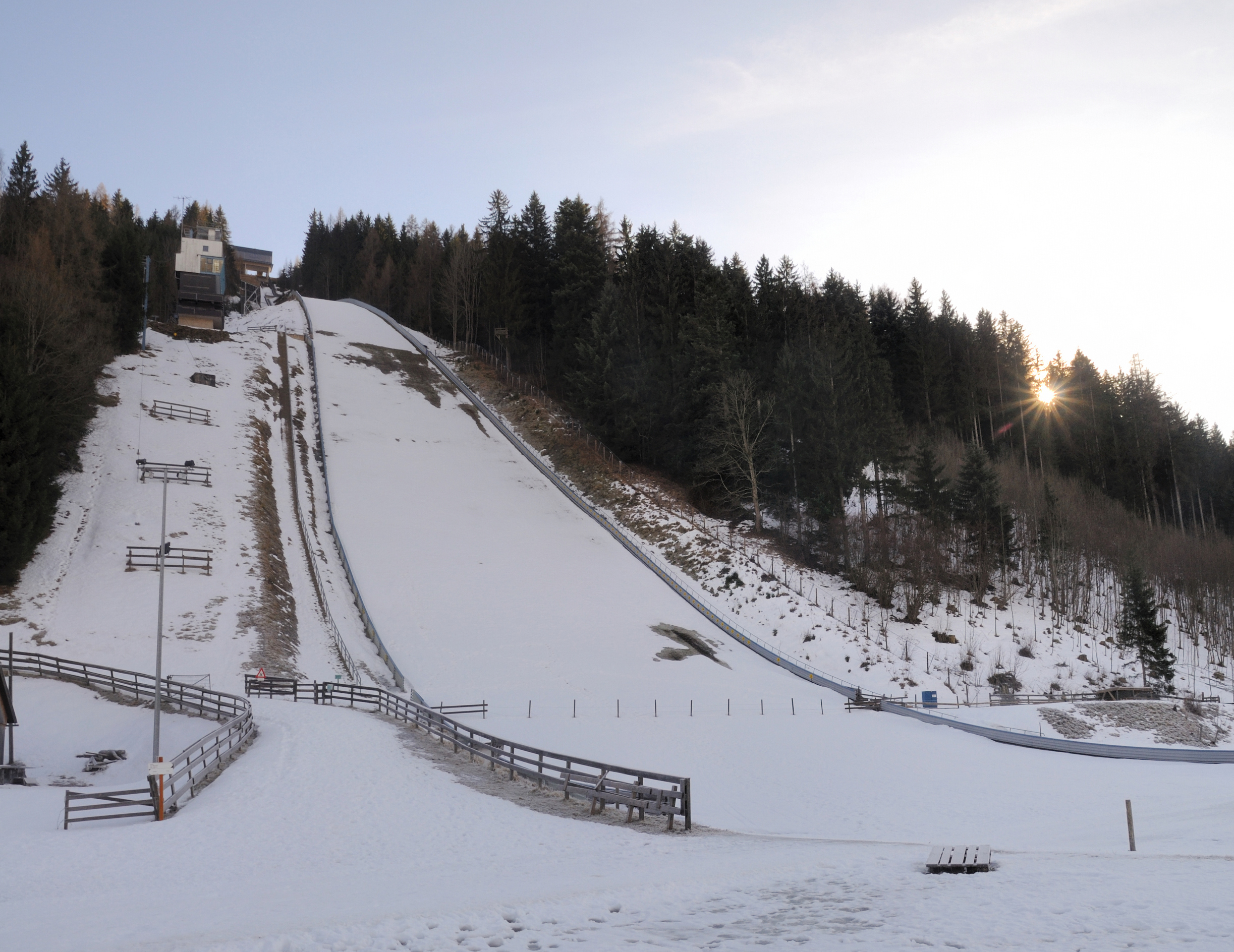
Die österreichische Skiflugschanze Kulm entstand zu Beginn der 1950er Jahre und wurde später mehrmals umgebaut und vergrößert, zuletzt 2014.

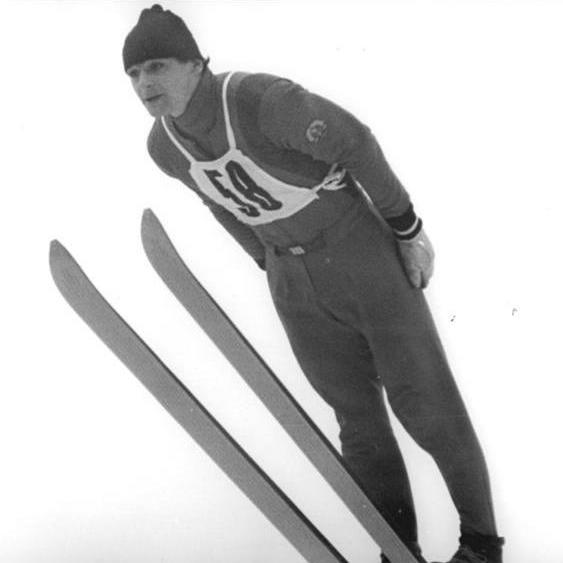
Der Ostdeutsche Manfred Wolf (hier bei einem Wettkampf in Oberhof 1970) sprang 1969 Weltrekord in Planica

Eine weitere Skiflugschanze entstand 1952 in Tauplitz durch den Ausbau der zwei Jahre zuvor errichteten Großschanze Kulm. In Hinblick auf die mittlerweile drei existierenden Fluganlagen entschied die FIS, dass pro Jahr nur ein Skiflugwettkampf – die Internationale FIS-Skiflugwoche – ausgetragen werden durfte und dass sich Planica, Oberstdorf und Tauplitz in dessen Organisation abwechseln sollten. Daher fand die Internationale Flugwoche 1953 auf dem Kulm statt, Planica trug die Veranstaltung im Folgejahr aus. Sowohl der Wettkampf in Österreich als auch jener in Jugoslawien waren finanzielle und sportliche Misserfolge. Das deutsche Nachrichtenmagazin Der Spiegel führte dies zum einen auf „die allgemeine Übersättigung des Publikums mit großen sportlichen Ereignissen“ zurück, zum anderen aber auch darauf, dass die Grenzen der drei Schanzen mittlerweile erreicht worden seien, sodass neue Rekorde kaum möglich wären. Bei der Flugwoche 1955, die wieder in Oberstdorf stattfand, kamen zudem erstmals Punktrichter bei einem Skifliegen zum Einsatz, sodass nicht mehr allein die Weite, sondern auch der Stil in die Gesamtpunktzahl einging. Diese Änderung nahm das Publikum wegen der Subjektivität der Kampfrichter überwiegend negativ auf. Dennoch etablierte sich die Skiflugwoche in den folgenden Wintern im FIS-Programm. Der Internationale Skiverband arrangierte sich mit der Veranstaltung und sprach im Abschlussprotokoll zur Skiflugwoche 1957 in Planica von einem „ganz große[n] Erfolg“.
In dieser Zeit war Helmut Recknagel der erfolgreichste Athlet in dieser Disziplin: Er triumphierte zwischen 1957 und 1962 fünfmal bei der Skiflugwoche und erreichte dabei zweimal die größte Weite. Trotz dieser Erfolge gelang es Recknagel nicht, den seit 1951 bestehenden Weltrekord von Tauno Luiro zu verbessern. Dieser hielt zehn Jahre, bis der Jugoslawe Jože Šlibar auf 141 Meter sprang und Luiros Bestweite damit um zwei Meter übertraf.
Anlässlich der FIS-Skiflugwoche 1962 am Kulm trafen sich Funktionäre, Trainer und Kampfrichter aus 14 Nationen. Bei diesem Treffen regte der Oberstdorfer Schanzenarchitekt Heini Klopfer die Gründung einer internationalen Skiflugvereinigung an, die am 27. Oktober 1962 in Ljubljana vollzogen wurde. Der neu geschaffene „Internationale Skiclub Planica-KOP“ – die Abkürzung KOP steht für die Anfangsbuchstaben der drei Skiflugschanzen Kulm, Oberstdorf und Planica – setzte sich als Hauptziel, „dem Skifliegen offizielle Geltung zu verschaffen“ und eine von der FIS organisierte Skiflugweltmeisterschaft einzuführen.
Bis dieses Vorhaben in die Tat umgesetzt wurde, dauerte es zehn Jahre. Diese Verzögerung lag vor allem in der Ablehnung der skandinavischen Nationen begründet, deren Vertreter sich im FIS-Fachausschuss weiterhin gegen eine Ausweitung des Skiflug-Programms einsetzten.
In den 1960er Jahren entstanden zwei neue Skiflugschanzen, darunter der 1965 gebaute Vikersundbakken, die erste Skifluganlage in Nordeuropa. Das norwegische Vikersund hatte sich gegen einen Skiklub in Østerdalen durchgesetzt, der sich ebenfalls für den Bau des Prestigeobjekts beworben hatte.
Beim Eröffnungswettkampf im Jahr 1966 sprang Bjørn Wirkola auf 146 Meter und hielt damit als erster Norweger seit mehr als 30 Jahren wieder den Weltrekord. 1968 leiteten die Brüder Lado und Janez Gorišek in Planica den Bau einer neuen Skiflugschanze, der Letalnica, welche die Bloudkova Velikanka ersetzte. Diese bot nicht mehr die Voraussetzungen für neue Weltrekorde und konnte nicht weiter vergrößert werden, sodass ein kompletter Neubau notwendig war. Wie in Vikersund wurde auch auf der Letalnica bereits beim Eröffnungswettkampf der Weltrekord verbessert, zunächst von Bjørn Wirkola, dann von Jiří Raška und schließlich vom Ostdeutschen Manfred Wolf, der auf der 165-Meter-Marke landete. Insgesamt übertrafen die Springer den Weltrekord zwischen 1964 und 1969 zwölfmal und verbesserten ihn in dieser Zeit von 141 auf 165 Meter. Janez Gorišek, der Architekt der Letalnica, antwortete 1970 auf die Frage, wann das Ende der Rekordjagd erreicht sei: „Unter günstigen äußeren Bedingungen kann ein erfahrener Skispringer durchaus an 200 m fliegen. Es kommt nur auf die Schanze an!“ Planungen für eine solche Anlage, die Sprünge auf diese Weiten ermöglichen sollte, gab es zu dieser Zeit in Oslo; die Idee wurde jedoch später verworfen.

### Erste Weltmeisterschaften und Integration in den Weltcup (1970er bis 1980er Jahre)

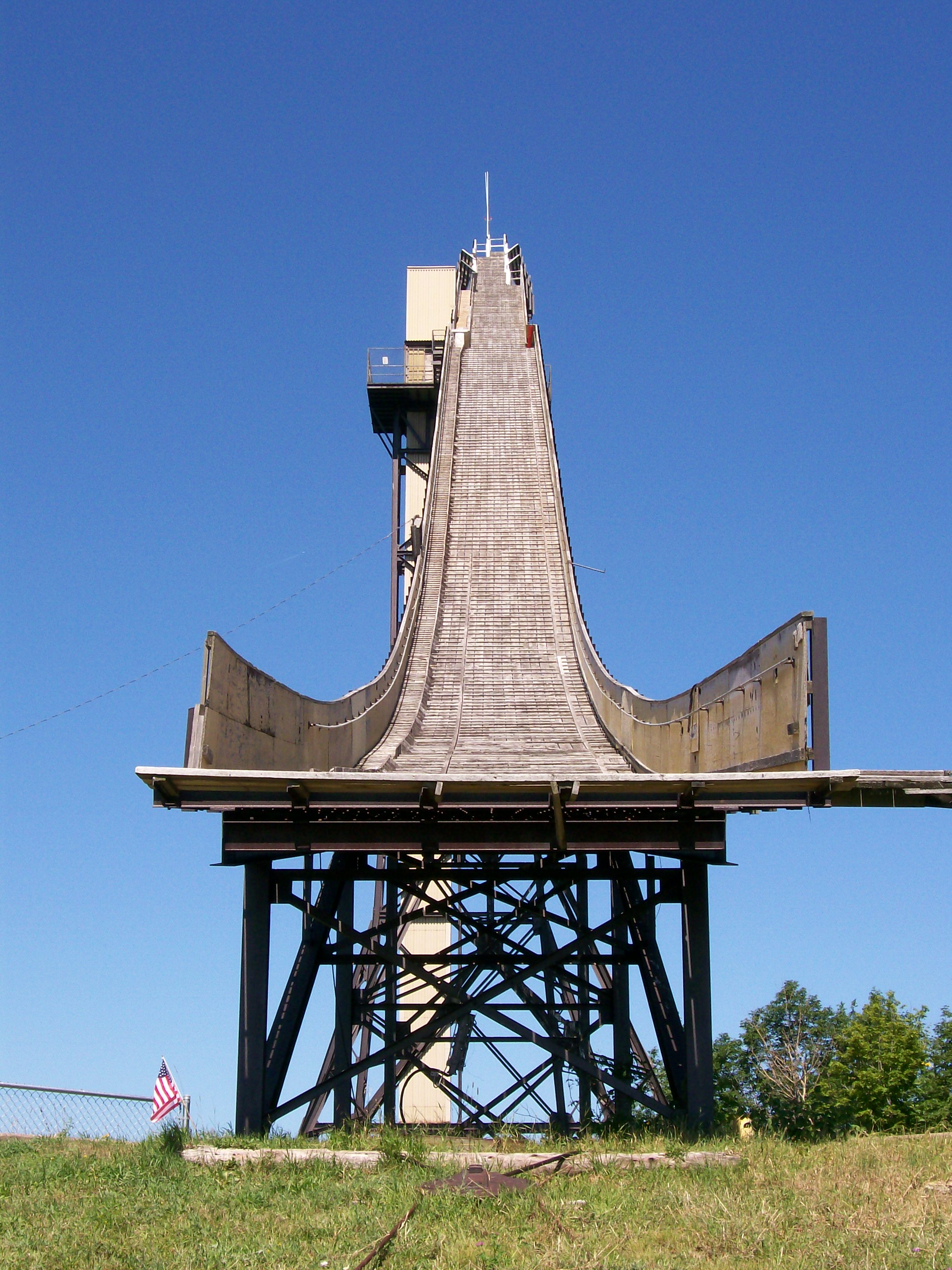
Der Copper Peak war von 1970 bis zu seiner Schließung 1995 die einzige Skiflugschanze außerhalb Europas.

Bereits Ende der 1960er Jahre gebaut, war der 1970 eröffnete Copper Peak im US-amerikanischen Ironwood (Michigan), die fünfte Skiflugschanze der Welt und die erste, die nicht in Europa entstand. Anders als die anderen Anlagen war der Copper Peak zu keinem Zeitpunkt die weltgrößte Schanze, sodass auf ihm nie ein Weltrekord aufgestellt werden konnte. In Ironwood fand lediglich ein Weltcupspringen statt, ehe die Schanze 1995 die Zulassung der FIS verlor und geschlossen werden musste.
Auf dem FIS-Kongress 1971 im kroatischen Opatija genehmigte der Internationale Skiverband die Einführung einer Skiflug-Weltmeisterschaft, deren Erstauflage 1972 in Planica stattfand. Den ersten Weltmeistertitel errang der Schweizer Walter Steiner, der mit deutlichem Abstand auf den Zweiten Heinz Wosipiwo gewann. Für den 21-jährigen Steiner, der aufgrund seiner großen Skiflugweiten den Spitznamen „Vogelmensch“ erhielt, war der Titel einer der ersten großen Erfolge. In den Folgejahren sprang er zweimal über 175 Meter, stürzte jedoch beide Male, sodass die Sprünge nicht als Weltrekorde gewertet wurden.
Schon zu seiner aktiven Zeit bezeichnete Steiner die Skiflugschanzen als „Monumente der Unvernunft“ und forderte ein Ende des Schanzenwachstums zwecks neuer Rekorde. Später erklärte er, er habe seinen Konkurrenten aus Angst vor Stürzen nicht bei deren Versuchen zugesehen; die Auslaufskurven seien „potentielle Todesfallen“ gewesen.
Während der Skiflugwoche 1976 in Oberstdorf stellte der 17-jährige Toni Innauer zweimal einen neuen Weltrekord auf, indem er zunächst auf 174 Meter und zwei Tage später auf 176 Meter sprang (5. bis 7. März 1976).
Den ersten Rekordversuch bezeichnete Innauer in seiner 1992 erschienenen Autobiographie als einen „Sprung, der so perfekt war, daß [er] ihn zerstören mußte, um zu überleben“. Er schrieb darüber:

„Ich kannte diese Dimension nicht. Was mit mir passierte, verwirrte mich. Ich wußte nur, daß ich zur Erde zurückwollte. […] Ich wollte Höhe verlieren, um wieder runterzukommen. Ich stand mit beiden Beinen auf der Bremse und landete trotzdem erst bei 174 Meter, das war Weltrekord. Ich wußte: Auf dieser Schanze ist für mich kein optimaler Sprung möglich. Er würde zu weit hinuntergehen.“

Später untersuchte der Schweizer Physiker Benno Nigg diesen Sprung und berechnete, dass Innauer 222 Meter weit gesprungen wäre, hätte er den Versuch nicht abgebrochen. An dieser Stelle ging zu diesem Zeitpunkt in der Oberstdorfer Schanze der Auslauf bereits in den Gegenhang über. Innauer galt wie Walter Steiner als einer der besten Skiflieger der 1970er Jahre, wurde aber anders als der Schweizer – der mit seinen zwei Erfolgen 1972 und 1977 bis 2002 einziger Doppelweltmeister in dieser Disziplin war – nie Skiflugweltmeister. Dies gelang seinem Teamkollegen Armin Kogler, der den Titel 1979 errang und zwei Jahre später Innauers Weltrekord auf 180 Meter verbesserte. Insgesamt gab es in dieser Zeit keinen großen Unterschied zwischen der Weltspitze im Skispringen und der im Skifliegen: Sowohl Kogler als auch Innauer wurden Weltmeister von der Normalschanze; Walter Steiner gewann 1972 die olympische Silbermedaille im Großschanzenwettkampf.
1980 wurde im tschechischen Harrachov die sechste und bis heute (Stand: 2011) letzte Skifluganlage fertiggestellt. Auf der Čerťák-Skiflugschanze stellte der Tschechoslowake Pavel Ploc im Jahr 1983 mit 181 Metern den einzigen Weltrekord auf. Im selben Jahr, in dem die Čerťák eröffnet wurde, organisierte die FIS erstmals einen Skisprung-Weltcup. In diesen war mit der Skiflugwoche in Vikersund ein Skiflugwettkampf integriert, den der Norweger Per Bergerud für sich entschied. Damit gehörte seit der ersten Weltcupsaison jeweils eine Skiflugveranstaltung fest zum Programm der Wettkampfserie. Dieses Weltcup-Skifliegen, das seit 1981 die nach 30 Austragungen abgeschaffte Skiflugwoche ablöste, trugen die fünf Skiflugorte abwechselnd, aber ohne regelmäßigen Turnus aus (Ironwood war lediglich einmal 1981 Veranstalter). Hinzu kam die Weltmeisterschaft, die seit 1986 in jedem Jahr mit einer geraden Jahreszahl stattfand. Der erfolgreichste Skiflieger der 1980er Jahre war der Finne Matti Nykänen, der zwischen 1983 und 1990 bei jeder Skiflug-WM eine Medaille gewann und zudem in den Jahren 1984 und 1985 viermal die Weltrekordweite verbesserte. Während der Skiflugweltmeisterschaft 1985 stellte Nykänen mit 187 und 191 Metern in beiden Durchgängen Weltrekorde auf und wurde mit 50 Punkten Vorsprung Skiflugweltmeister.
Der Österreicher Andreas Felder stellte Nykänens Rekord im Rahmen der Skiflug-WM 1986 am Kulm ein. Kurz darauf entschied die FIS, den Weltrekord bei 191 Metern „einzufrieren“: Jeder Sprung, der diese Weite übertraf, sollte nicht mehr gemessen und als 191-Meter-Sprung gewertet werden. Diese Maßnahme erwies sich als wirkungslos: Ein Weitenrichter maß den Sprung des Polen Piotr Fijas beim Planica-Wettkampf 1987 auf 194 Meter und teilte das Ergebnis dem Publikum mit. Später bezeichneten sowohl Toni Innauer als auch Matti Nykänen in ihren Biographien das Rekordverbot des Internationalen Skiverbands als „absurd“ beziehungsweise „unsinnig“. Dennoch beeinflusste die Regel teilweise das Wettkampfklassement, unter anderem bei der Skiflug-Weltmeisterschaft 1994. Dort gewann der Norweger Espen Bredesen vor dem Italiener Roberto Cecon die Silbermedaille, obwohl Cecon mit Versuchen auf 160 und 199 Meter insgesamt weiter gesprungen war als Bredesen, der bei 172 und 182 Metern gelandet war. Bei der anschließenden Pressekonferenz tauschte Bredesen mit Cecon die Medaillen und begründete dies damit, dass die Regel „Nonsens“ sei und der Italiener sportlich gesehen die Vizeweltmeisterschaft verdient habe.

### Erste Sprünge über 200 Meter und neue Entwicklungen (1990er Jahre bis heute)
Im Winter 1990/91 fanden erstmals zwei Skiflug-Weltcupveranstaltungen in einer Saison statt. In diesen vier Wettbewerben ermittelte die FIS mit dem Schweizer Stephan Zünd zum ersten Mal einen Skiflug-Weltcupsieger. Der Beschluss zur Einführung einer solchen Wertung war im Mai 1990 auf dem FIS-Kongress in Montreux gefallen. Obwohl in den Folgewintern teilweise nur ein Skiflugwettkampf ausgetragen wurde, gab es den Skiflug-Weltcup bis einschließlich der Saison 2000/01. Acht Jahre später – mittlerweile fanden pro Jahr sechs Skiflugveranstaltungen statt – führte der Internationale Skiverband die Disziplinenwertung wieder ein.
Anlässlich der Skiflug-Weltmeisterschaft 1994 in Planica wurde die Letalnica vergrößert, sodass sie Sprünge auf über 200 Meter ermöglichte. Bereits im Training am 17. März verbesserte der österreichische Vorspringer Martin Höllwarth den Weltrekord mit einem Sprung auf 196 Meter, ehe sein Teamkollege Andreas Goldberger bei 202 Metern aufkam. Goldberger, der später in seiner Autobiographie schrieb, die 200 Meter hätten für ihn mehr gezählt als der Weltmeistertitel, musste jedoch bei der Landung in den Schnee greifen, wodurch der Versuch ungültig wurde. Am selben Tag erreichte Toni Nieminen 203 Meter und stand den Versuch, wodurch die Organisatoren ihn als ersten 200-Meter-Springer mit einem Mercedes prämierten. Während der Weltmeisterschaft gab es etliche weitere Sprünge, die die 200-Meter-Marke übertrafen; insgesamt erreichte Espen Bredesen mit 209 Metern die größte Weite. Die FIS erkannte den Rekord jedoch nicht an, da sie die Bestmarke noch immer bei 191 Metern festgesetzt hatte.
Ab Beginn der 2000er Jahre gewann das Skifliegen innerhalb des FIS-Programms immer mehr an Bedeutung: Im Winter 2000/01 gingen fünf Wettkämpfe in den vorerst zum letzten Mal ausgetragenen Skiflug-Weltcup ein, was knapp einem Viertel aller Wettbewerbe entsprach. Im Jahr 2004 wurde im Rahmen der Skiflug-Weltmeisterschaft erstmals ein Teamwettbewerb ausgetragen, den die norwegische Mannschaft für sich entschied. Einzelsieger wurde der Norweger Roar Ljøkelsøy, der diesen Erfolg – Doppelweltmeister im Einzel und mit dem Team – auch 2006 wiederholte und damit als erster Skiflieger vier Weltmeistertitel errang. Am 11. Februar 2011 verbesserte Johan Remen Evensen beim Wettkampf auf der vergrößerten Schanze in Vikersund den – von der FIS nicht anerkannten und daher inoffiziellen – Weltrekord auf 246,5 Meter.
Dies war nach 26 Jahren die erste Weltbestmarke, die nicht auf der Letalnica aufgestellt wurde: Von 1985 bis 2005 hatten in Planica 13 verschiedene Athleten insgesamt 19 Mal den Weltrekord übertroffen.
Nachdem der Slowene Peter Prevc am 14. Februar 2015 bei der Weltcup-Veranstaltung auf der Schanze in Vikersund mit einem Flug auf 250 Meter einen neuen Weltrekord aufgestellt hatte, wurde die Bestmarke am selben Ort nur einen Tag später durch den Norweger Anders Fannemel auf 251,5 Meter verbessert. Am 18. März 2017 verbesserte der Österreicher Stefan Kraft den Weltrekord auf 253,5 Meter wiederum beim Skifliegen in Vikersund. In den darauf folgenden Jahren wurden die Konturen der beiden größten Skiflugschanzen in Vikersund sowie in Planica modifiziert. Experten gingen davon aus, dass ohne weitere Anpassungen dieser Schanzen der Weltrekord nicht weiter verbessert werden könnte. Zum Saisonfinale am 30. März 2025 in Planica flog der Slowene Domen Prevc jedoch auf 254,5 Meter und wurde damit der neue Skiflug-Weltrekordhalter.
Im Februar 2010 sagte der norwegische Nordische Kombinierer Magnus Moan gegenüber dem Norwegischen Rundfunk (NRK), er könne sich gut vorstellen, auch in die Kombination ein Skifliegen einzubauen, auf das dann ein längerer Langlauf von beispielsweise 20 Kilometern folgen würde. Als mögliche Austragungsorte nannte Moan Oberstdorf und den Kulm.
Im April 2024 flog der Japaner Ryoyu Kobayashi auf einer temporären, extra für den Rekordversuch in Island gebauten Schanze 291 Meter. Da diese Weite nicht unter Wettkampfbedingungen und nicht in Übereinstimmung mit den FIS-Regeln erzielt wurde, wird sie von der FIS nicht als Rekord anerkannt.

### Skifliegen für Frauen

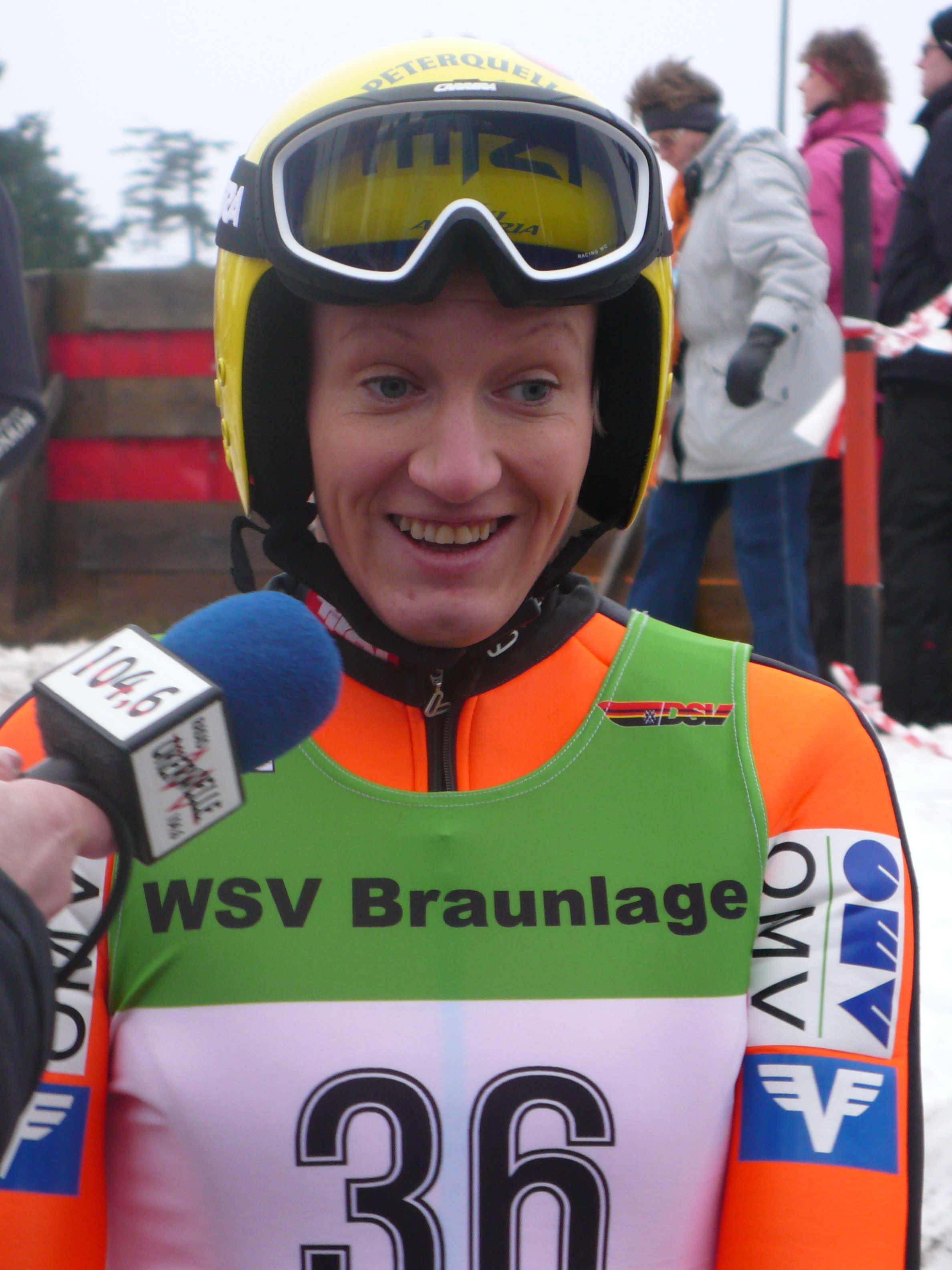
Daniela Iraschko stellte 2003 am Kulm den erst 2023 überbotenen Frauenweltrekord von 200 Metern auf.

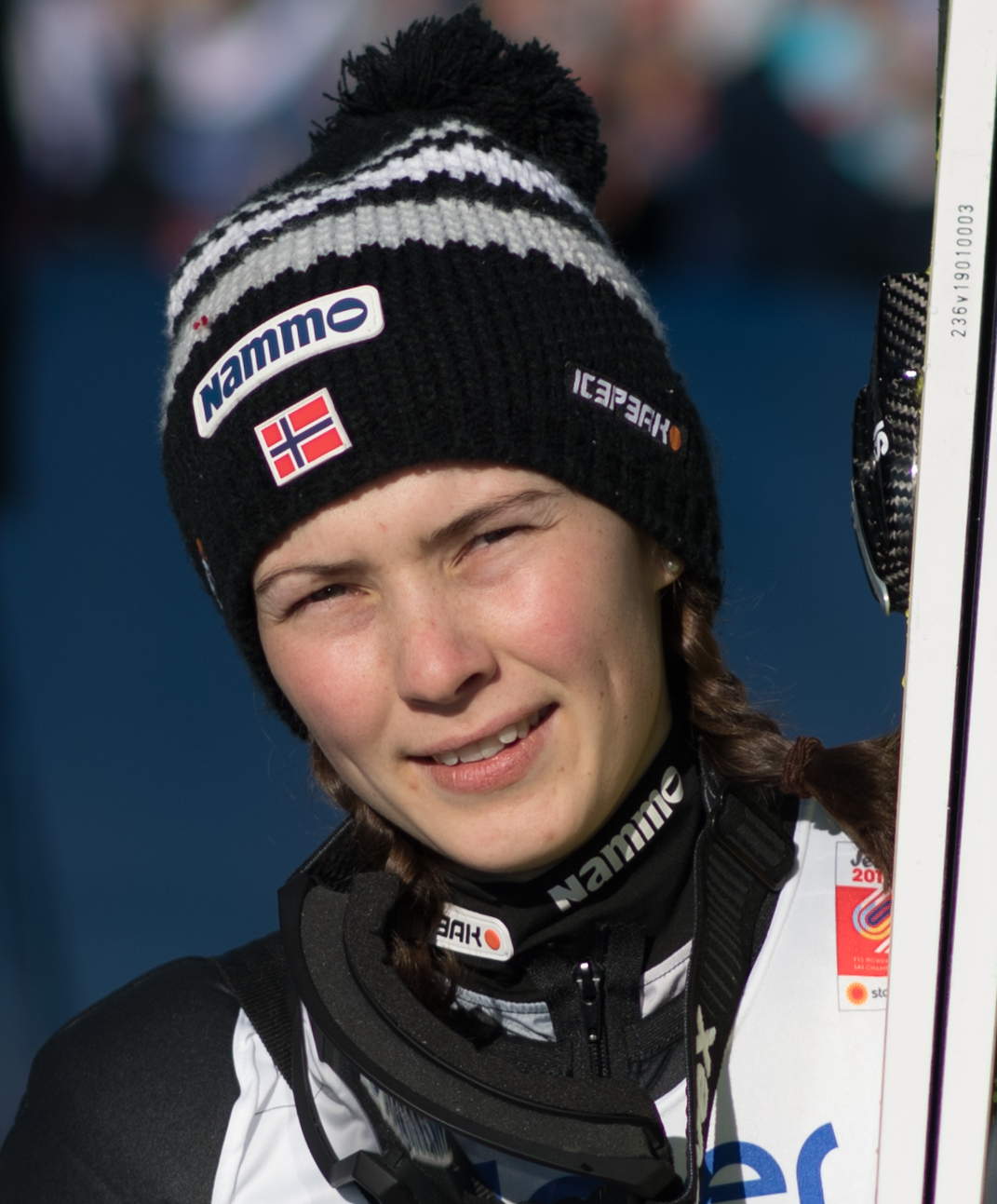
Silje Opseth (NOR) 2019, 2024–2025 Weltrekordhalterin mit 230,5 m

Im Jahr 1997 absolvierte die Österreicherin Eva Ganster als erste Frau einen Sprung auf einer Skiflugschanze, als sie auf dem Kulm den Frauenweltrekord von 167 Metern aufstellte. Ganster, die bereits zuvor die Frauenbestweite von 112 Metern gehalten hatte, erhielt für ihre Weiten mehrere Jahre in Folge Einträge im Guinness-Buch der Rekorde. Sechs Jahre nach Gansters Weltrekord landete ihre Landsfrau Daniela Iraschko am 29. Januar 2003, ebenfalls auf dem Kulm im Rahmen des Skiflug-Weltcups, als erste Frau einen 200-Meter-Sprung. Damit lag sie lediglich fünf Meter unter dem damaligen Schanzenrekord des Japaners Takanobu Okabe. Als Reaktion auf Iraschkos Sprung sprach der deutsche Bundestrainer Reinhard Heß ihr „[s]eine Hochachtung“ aus, gab aber zu bedenken, dass die Österreicherin bei verlängertem Anlauf gesprungen war. Iraschko selbst hingegen erklärte, ihr Sprung habe gezeigt, dass Frauen ebenso gut springen könnten wie Männer. Bis 2023 gab es kein eigenes offizielles Damenskifliegen. Frauen sprangen von Skiflugschanzen allenfalls als Vorspringerinnen. Iraschkos Rekord wurde erst im Jahre 2023 gebrochen.
Im April 2022 genehmigte die FIS das erste Skifliegen für Frauen in der Geschichte. Skisprung-Legende Toni Innauer äußerte im Juli 2022 in einem offenen Brief an den Welt-Skiverband FIS seine Bedenken zum Skifliegen der Frauen und begründete das mit einem größeren Verletzungsrisiko im Falle eines Sturzes.
Am 18. März 2023 gingen erstmals die 15 führenden Springerinnen der Raw-Air-Serie, die mindestens 18 Jahre alt sein mussten, im norwegischen Vikersund für die ersten Trainingssprünge an den Start.
Die Österreicherin Julia Mühlbacher, die eigentlich als 15. Platzierte startberechtigt gewesen wäre, trat aufgrund von Folgen einer früheren Verletzung auf eigenen Wunsch hin aus Sicherheitsgründen nicht an. Stattdessen rückte die Japanerin Yūki Itō nach. Yūki Itō war dabei mit der Startnummer 1 demnach die erste Frau, die einen Skiflug im Rahmen eines offiziellen Wettbewerbs absolvierte, und sprang dabei 182,5 m weit. Die Slowenin Ema Klinec war im zweiten Trainingssprung die erste Frau, die über 200 m sprang und dabei den bisherigen Weltrekord aus dem Jahre 2003 überbot. Im dritten Sprung überbot die Norwegerin Maren Lundby diese Weite auf 212,5 m. Die Bestweite erzielte später die Kanadierin Alexandria Loutitt, die damit vorerst den Weltrekord der Damen mit 222,0 m hielt. Der offizielle Wettbewerb fand am 19. März 2023 statt. Im ersten Durchgang konnte Ema Klinec den Weltrekord auf 226,0 m verbessern. Sie konnte ihre Führung auch im zweiten Durchgang behaupten und gewann den ersten Skiflug-Wettbewerb der Damen.
2024 gehörte Skifliegen auf einer Skiflugschanze erstmals zur Skisprung-Weltcup-Wettkampserie der Frauen. Beim Wettkampf am 17. März 2024 in Vikersund, für den sich 17 Springerinnen qualifiziert hatten, siegte Eirin Maria Kvandal. Die Zweitplatzierte Silje Opseth erzielte im zweiten Durchgang mit 230,5 m einen neuen Weltrekord.
Am 14. März 2025 erzielte Nika Prevc im Training vor dem Skifliegen in Vikersund gleich zwei Mal die neue Weltrekordweite von 236 m.

## Aerodynamik
Ein Skiflug auf einer 200-Meter-Schanze dauert heute etwa acht Sekunden und ist damit ungefähr doppelt so lange wie ein Sprung auf einer Groß- oder Normalschanze. Durch die längere Flugdauer spielt die Aerodynamik beim Skifliegen eine größere Rolle als beim Skispringen, wo hauptsächlich der Absprung über die Weite entscheidet. Daher traten in den 1950er und 1960er Jahren viele stilistische Veränderungen zum ersten Mal beim Skifliegen auf, ehe sie sich auch im Skispringen durchsetzten. Der Sportjournalist Bruno Moravetz bezeichnete die Oberstdorfer Skiflugschanze vor diesem Hintergrund als „größte[s] Freiluft-Laboratorium“. Bei der Skiflugwoche 1950 führte beispielsweise der Schweizer Andreas Däscher zum ersten Mal den von Reinhard Straumann entwickelten Fisch-Stil vor. Bei dieser Skisprungtechnik streckte der Athlet die Arme nicht mehr nach vorne aus, sondern legte sie dicht an den Körper an. Durch diese Stilveränderung erreichte Däscher einen geringeren Luftwiderstand und einen größeren Auftrieb. Der Fisch-Stil setzte sich bis Ende der 1950er Jahre im gesamten Springerfeld durch.
Um trotz der FIS-Einschränkungen weitere Skiflugweltrekorde zu ermöglichen, verbreitete sich in den 1960er Jahren eine weitere Veränderung: Die Konstrukteure legten den Schanzentisch um einige Meter nach hinten, wodurch sich die Flugkurve verflachte. Heini Klopfer, der Architekt der Oberstdorfer Skifluganlage, erklärte 1967, durch die aerodynamischere flache Flugkurve seien zum einen weitere Sprünge möglich, zum anderen mache sie das Skifliegen sicherer. Aufgrund des verminderten Sturzrisikos verbot die FIS die immer weiter wachsenden Schanzen nicht, obwohl die Sprünge die zulässige Maximalweite von 120 Metern deutlich überschritten. Seit Ende der 1980er Jahre springen die Athleten im V-Stil, der grundlegend zum weiteren Anwachsen der Weiten beitrug.
Die Anlauf- und Landegeschwindigkeiten stiegen hingegen nicht: 1969 betrug das Tempo in Planica vor dem Absprung 114 km/h und während der Landung 145,8 km/h.
2011 wurde die Anfahrtsgeschwindigkeit auf der umgebauten Schanze in Vikersund mit 108 km/h angegeben,
die Landegeschwindigkeit lag 2010 bei etwa 130 km/h.
Da die beim Skifliegen erprobten Änderungen wie der Fischstil binnen weniger Jahre auch im Skispringen angewendet wurden, gibt es heute in technischer Hinsicht keine Unterschiede zwischen beiden Varianten. Dennoch gibt es einige Sportler wie den Slowenen Robert Kranjec oder den Österreicher Martin Koch, die aufgrund ihrer guten Ergebnisse im Skifliegen als „Flug-Spezialisten“ gelten.

## Psychische Belastung
Die beim Skifliegen erreichten Höchstgeschwindigkeiten setzen die Athleten psychisch enorm unter Druck. Eine Studie der Universität Innsbruck ergab, dass die „Flut optischer Reize“ das Nervensystem überstrapaziert. Dies kann schließlich dazu führen, dass die Skispringer in einen katabolen Zustand gelangen und die Belastung nicht mehr ausgleichen können. Der vom Schutzmechanismus Angst hervorgerufene Dauerstress zeigt sich auch körperlich, etwa durch verstärkten Harndrang (Angst-Diurese) oder durch koordinative Störungen.
Ein weiteres Problem sind die kaum vorhandenen Trainingsmöglichkeiten: Da die Präparierung der Skiflugschanzen teuer ist, werden sie nur zum Wettkampf sprungreif hergerichtet. Deswegen können die Athleten lediglich in wenigen Trainingssprüngen Skiflugerfahrung sammeln, sodass bestimmte Windverhältnisse für die Springer unbekannt sind. Weil bereits kleine Fehler ein Sicherheitsrisiko darstellen, kommt es beim Skifliegen zudem häufig zu schweren Stürzen, die langfristige Traumata auslösen können. Dies geschah beispielsweise dem Deutschen Jens Weißflog, der als 19-Jähriger in Harrachov 1983 aufgrund einer Windböe stürzte, Prellungen erlitt und in den folgenden Jahren auf großen Schanzen in Panik geriet. Um koordinative Einschränkungen zu verhindern, bereiten Trainer ihre Athleten auf die „Extremsituation Skifliegen“ vor, indem sie etwa besonders die Konzentrationsfähigkeit trainieren. Anfang der 2000er Jahre ließ der deutsche Bundestrainer Reinhard Heß seine Sportler zunächst Fußball spielen und unmittelbar danach ein Kartrennen bestreiten. Heß begründete diese Übung damit, dass die Springer „neue Grenzen“ kennenlernen sollten. Zudem werde durch die Doppelbelastung die Koordinationsfähigkeit der Athleten auch in ermüdetem Zustand trainiert.
Der zu diesem Zeitpunkt amtierende Weltrekordhalter Bjørn Einar Romøren erklärte vor dem ersten Wettkampf auf dem 2010 ausgebauten Vikersundbakken in Hinblick auf die Verschiedenheit zwischen Skispringen und Skifliegen: „Die Gefahr (beim Skifliegen) ist größer, aber das Gefühl viel besser, wenn du es schaffst, richtig abzuheben. In Vikersund wird es jetzt hoffentlich noch schöner als in Planica.“ Zur gleichen Zeit verglich der ehemalige Skiflug-Weltmeister Dieter Thoma den Unterschied der beiden Disziplinen mit dem Wechsel eines Wasserspringers vom Zehn-Meter-Turm auf eine Klippe. Das Gefühl beim Skifliegen sei „ein Mix aus Verliebtsein und dem Gefühl, gerade noch einem Autounfall entkommen zu sein“.

## Reglement

Das Logo der FIS, die für das Skiflug-Reglement zuständig ist

Die Internationale Skiwettkampfordnung (IWO) der FIS behandelt das Skifliegen in einem eigenen Paragraphen, der jedoch lediglich die Unterschiede zum Skispringen beinhaltet. Zum Großteil werden beide Disziplinen nach dem gleichen Regelwerk ausgetragen. So sind der Wettkampfablauf und die Disqualifikationsregeln identisch; auch bei der Bewertung des Stils gibt es keine Differenzen. Die wesentlichen Unterschiede, die in Paragraph 454 der IWO genannt werden, sind folgende:
- Skiflugschanzen dürfen nur benutzt werden, wenn die FIS dies ausdrücklich genehmigt hat. Die Schanzeneigentümer müssen sich dem Skiverband gegenüber verpflichten, die Anlagen nur für FIS-Wettbewerbe freizugeben.
- Als Probeflieger dürfen nur über 18-Jährige eingesetzt werden. Zudem tragen die jeweiligen Skiverbände die Verantwortung, dass die von ihnen nominierten Athleten „die Befähigung zum Skifliegen besitzen“.
- Die Bewertung hinsichtlich der Sprungweite unterscheidet sich geringfügig von der beim Skispringen: Für das Erreichen des K-Punktes erhält ein Athlet 120 Weitenpunkte (beim Skispringen 60 Weitenpunkte) und der sogenannte Meterwert beträgt 1,2 Punkte (beim Skispringen mindestens 1,8 Punkte). Als Meterwert wird die Punktzahl bezeichnet, die bei einer Abweichung vom K-Punkt pro Meter abgezogen oder addiert wird. Eine genauere und allgemeinere Erklärung des Bewertungssystems beim Skispringen befindet sich im Hauptartikel.

Die Regularien des Skiflug-Weltcups basieren auf dem gleichen Regelwerk wie die des Skisprung-Weltcups: Im FIS-Weltcupreglement schreibt der Internationale Skiverband ausdrücklich, dass „die Skiflug-Wettkämpfe […] auf der Grundlage des Weltcup-Reglementes für Skispringen […] durchzuführen sind.“
Nur in wenigen Punkten gelten für das Skifliegen Sonderregeln, der einzige wesentliche Unterschied liegt im kleineren Teilnehmerfeld: Im Skifliegen qualifizieren sich lediglich 40 Athleten für den Wettkampf, beim Skispringen sind es 50. Dafür gilt die Sonderregel, dass das Veranstalterland beim Wettbewerb immer mindestens vier Athleten stellen darf, auch wenn sich diese nicht regulär qualifiziert haben. Der Rest des Qualifikationsmodus ist identisch mit dem des Skisprung-Weltcups, das heißt, dass auch beim Skifliegen keine Athleten vorqualifiziert sind. Zudem ist das Taschengeld bei einem Skiflug-Weltcup genau doppelt so hoch wie bei einem Skisprung-Weltcup: Jeder Athlet erhält bei einem Einzelbewerb 90 Schweizer Franken.
Mitte der 1950er Jahre, als das Skifliegen hauptsächlich zu Experimentierzwecken stattfand, wurde beim Skifliegen eine von Reinhard Straumann erdachte Bewertungsmethode ausprobiert, die nach ihrem Erfinder den Namen S-Wertung erhielt. Bei dieser gab es keine Stilnoten, allerdings zählte auch nicht allein die Weite wie bei den ersten Skiflugwochen. Stattdessen entwickelte Straumann Geräte, die die Anlaufgeschwindigkeit maßen und diese mit der Sprungweite abglichen. Skiflüge, die bei geringerem Anfahrtstempo genau so weit waren wie solche bei hoher Geschwindigkeit, erhielten eine bessere Bewertung. Straumanns Gedanke dahinter war der, dass auf diese Weise der Athlet ermittelt würde, der den strömungsgünstigsten Flug gezeigt hätte. Dieses Bewertungssystem wurde nur bei den Skiflugwochen angewandt, bei denen es sich bis Ende der 1960er Jahre hielt.

## Weltmeister
→ Liste: Skiflug-Weltmeisterschaft#Einzelwettbewerbe